# Männer vor der Ehe (1927)
Männer vor der Ehe ist ein deutscher Ensemble-Stummfilm von Constantin J. David mit Nina Vanna, Hanni Weisse, Carl Auen und Kurt Vespermann in den Hauptrollen.

## Handlung
Die Junggesellen Ernst Westerkamp und Kurt Felsing, ein Architekt, sind eng miteinander befreundet, doch gibt es zwischen den beiden einen großen Unterschied: Während Westerkamp sehr wohlhabend ist und in einem schönen Haus lebt, ist Felsing stets knapp bei Kasse und derzeit sogar arbeitslos. Westerkamp hat in der Tänzerin Marion eine kostspielige Freundin, während Felsing bislang nur ein Auge auf Käte, die Tochter seiner Vermieterin, geworfen hat. Eines Tages erscheint ein Silberstreif am Horizont, als Freund Ernst Kurt einen großen Auftrag für den Bau eines Instituts für Sport und Körperkultur verschafft. Bei der Einweihung der Sportarena ist auch Westerkamp zugegen, der dort als weitere Besucherin das Mädchen Hilde wieder sieht, dem er unlängst auf der Straße begegnet ist und in das er sich schockverliebt hatte. Anschließend lädt Ernst Hilde ins „Trocadero“ ein, wo das junge Mädchen erstmals die mondäne „große, weite Welt“ kennen lernt.
In diesem Unterhaltungsetablissement tritt auch Ernsts Freundin Marion auf, die als Tänzerin für eine erkrankte Kollegin eingesprungen ist. Als Marion Hilde an Westerkamps Seite in der Loge erblickt, macht sie ihm später beim Verlassen des Lokals eine Szene, wobei sie eine taktlose Bemerkung von sich gibt. Damit ist Marion für Westerkamp als Freundin und Geliebte gestorben, doch Hilde hat dies tief getroffen und sie ist fortgelaufen. Ernst hat sich ernsthaft in Hilde verliebt, läuft er ihr nach und versöhnt sich mit ihr. Felsing, inzwischen Leiter der Sportstätten geworden, hat sich nun auf Käte näher eingelassen, die prompt von ihm schwanger geworden ist. Kurt sagt ihr, dass er sich darauf freue, demnächst Vater zu werden und sie selbstverständlich heiraten wolle. Und so werden aus den beiden ewigen Junggesellen brave Eheleute, die sich gegenseitig versprechen, in Zukunft stets treu zu bleiben.

## Produktionsnotizen
Männer vor der Ehe entstand im April und Mai 1927 im Terra-Glashaus und im Mutoskop-Atelier. Der Film passierte am 20. Juni 1927 die Zensur und wurde am 22. Juni 1927 in Berlins UFA-Palast am Zoo uraufgeführt.
Franz Seemann schuf die Filmbauten, die Aufnahmeleitung übernahm Viktor Skutezky. Der spätere Filmstar Käthe von Nagy gab hier mit einer kleinen Nebenrolle ihr Filmdebüt.